# Syrianska flaggan

Syrianska flaggan.

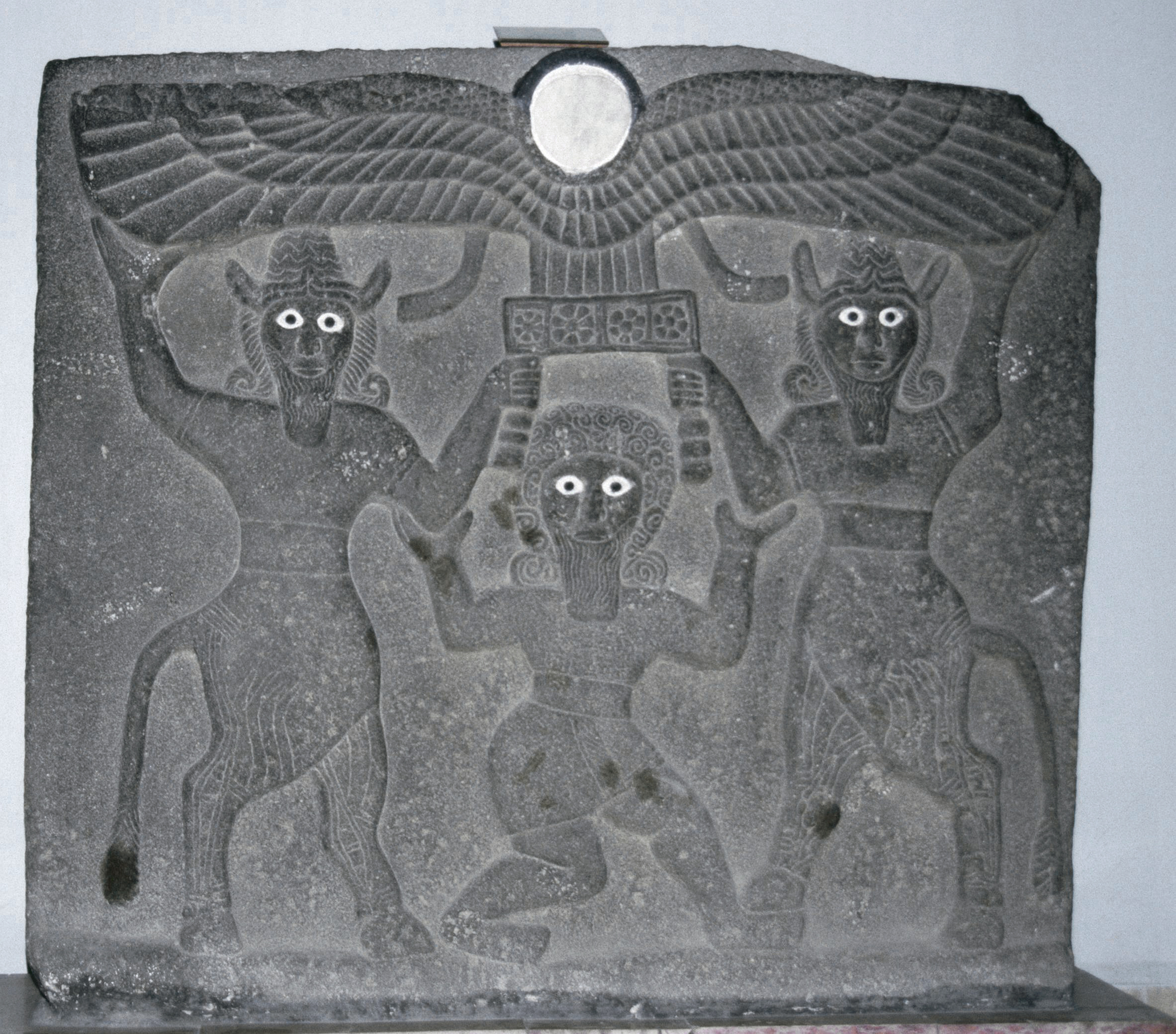
Reliefen med den bevingade solskivan från Tell-Khalaf.

Den syrianska-arameiska flaggan representerar araméer-syrianer i Mellanöstern och i diasporan. Flaggan har sitt ursprung i Max von Oppenheims arkeologiska utgrävningar under åren 1911–1913 och 1929 i det historiska arameiska kungariket Bit Bahiani med Guzana som centrum. Den forntida arameiska staden Guzana är dagens arameiska by Tell Halaf i Syrien. Man fann en relief i den arameiske kungen Kaparas palats med tre gestalter som bär upp den bevingade solskivan. Den bevingade soldisk-basalten är från 800-talet f.Kr. och bevaras i Nationalmuseet i Aleppo.
Solen symboliserar universum, vingarna som symbol för allt mellan universum och jorden, blommorna (ser ut som stjärnor) är en symbol för de fyra väderstrecken och allt levande på jorden. Dessa tre symboliserar alltet. Den röda färgen valdes som symbol för folkets blodutgjutelse på grund av allt lidande och alla förföljelser. Den gula färgen symboliserar hoppet om eget land. Man har bytt ut solskivan mot en eld (versionen med solskivan kan förekomma ibland vid vissa högtider).
Flaggan skapades 1980 på uppdrag av Syrianska riksförbundet, bakom flaggan står Joanis Youssef Al-Masudi. Joanis är arkeolog i grunden med specialitet inom Mesopotamien, han kom från Warszawa på 1970-talet och tillbringade en kort tid i Södertälje. Tillsammans med sin vän Elias Khalaf skapade han en symbol för det arameiska folket.